# Nadejda Olímpievna Zíber-Xúmova
Nadejda Olímpievna Zíber-Xúmova (18 de maig de 1854, Rostov (?), Imperi Rus - 1914, Sant Petersburg, Imperi Rus) fou la primera bioquímica russa.
Zíber-Xúmova era filla d'una família de classe mitjana amb situació confortable. El seu pare era Olimpiev Xúmov. Seguí cursos superiors per a dones de la Universitat de Sant Petersburg, amb professors com I. Wagner, D. Mendeléiev, A. Famintsyn i A. Butlérov. Es casà amb Nikolai Zíber (1844-1888), un dels primers economistes marxistes russos. Amb ell viatjà a Zuric l'estiu del 1872 on ell havia d'impartir cursos, acompanyats per la germana de Nadejda, Ekaterina, que ingressà a la facultat de medicina. El 1875 Zíber renuncià al seu càrrec a la Universitat de Kiev i s'establí a Suïssa. La seva germana i ella continuaren els seus estudis a la facultat de medicina de la Universitat de Berna, quan el govern rus les obligà a deixar Zuric el 1873 a causa que aquesta ciutat era considerada un bressol d'activitats revolucionàries contra el govern tsarista. En aquesta universitat es graduà el 1880 sota la direcció del químic polonès Marcell Nencki (1847-1901).
El 1877 entrà a formar part del grup de recerca de Nencki, cap del departament de bioquímica de la Universitat de Berna i pioner en l'aproximació química de l'estudi dels microorganismes. La seva col·laboració durà fins a la mort de Nencki, vint-i-tres anys després. Entre finals de la dècada de 1870 i el començament del segle xx, fou autora o coautora de més de trenta treballs sobre diversos temes de bioquímica (processos d'oxidació in vivo, fermentació bacteriana i descomposició, estudis enzimàtics i hidròlisi del sucre), així com estudis químics bàsics, com l'acilació anular de fenols amb àcids mitjançant clorur de zinc, coneguda com a reacció de Nencki. La seva contribució primerenca més important, però, probablement fou el seu treball conjunt amb Nencki sobre la constitució del grup hemo de l'hemoglobina de la sang, part d’una llarga sèrie d’investigacions sistemàtiques sobre els productes de degradació del grup hemo, dut a terme per Nencki i els seus companys de feina durant molts anys.
Nencki deixà Berna el 1891 per ajudar a organitzar el nou Institut Imperial de Medicina Experimental de Sant Petersburg, on es convertí en cap del departament de química i bioquímica. Zíber-Xúmova, vídua des del 1888, s'incorporà al personal de l'Institut. Durant les fams i epidèmies que van assolar l'Imperi Rus arreu de la dècada de 1890, el grup de Nencki realitzà extenses observacions de camp durant l'epidèmia de còlera de 1892. La seva recerca d'una font d'antisèptics fàcilment accessibles conduí a una investigació detallada de la composició química del quitrà de pi i un examen de les seves propietats desinfectants. Després publicaren una quantitat considerable de treballs sobre el problema de la pesta bacteriològica del bestiar i se'ls encarregà realitzar proves de camp al Caucas i Sibèria sobre vacunació. Zíber-Xúmova fou nomenada cap del departament de química a la mort de Nencki el 1901 i seguí investigant fins a l'esclat de la Primera Guerra Mundial sobre lípids presents al teixit pulmonar i estudis enzimàtics.